# Burlington (Kentucky)
Burlington es un lugar designado por el censo (en inglés, census-designated place, CDP) ubicado en el condado de Boone, Kentucky, Estados Unidos. Según el censo de 2020, tiene una población de 17,318 habitantes.
Es la capital del condado de Boone. 

## Geografía
Está ubicado en las coordenadas 39°1′20″N 84°43′18″O / 39.02222, -84.72167. Según la Oficina del Censo de los Estados Unidos, tiene una superficie total de 22.83 km², correspondientes en su totalidad a tierra firme.

## Demografía
Según el censo de 2020, hay 17,318 personas residiendo en Burlington. La densidad de población es de 758,56 hab./km². El 85.33% son blancos, el 4.43% son afroamericanos, el 0.20% eran amerindios, el 1.47% son asiáticos, el 0.33% son isleños del Pacífico, el 1.80% son de otras razas y el 6.44% son de dos o más razas. Del total de la población, el 4.67% son hispanos o latinos de cualquier raza.